# Valdemingómez

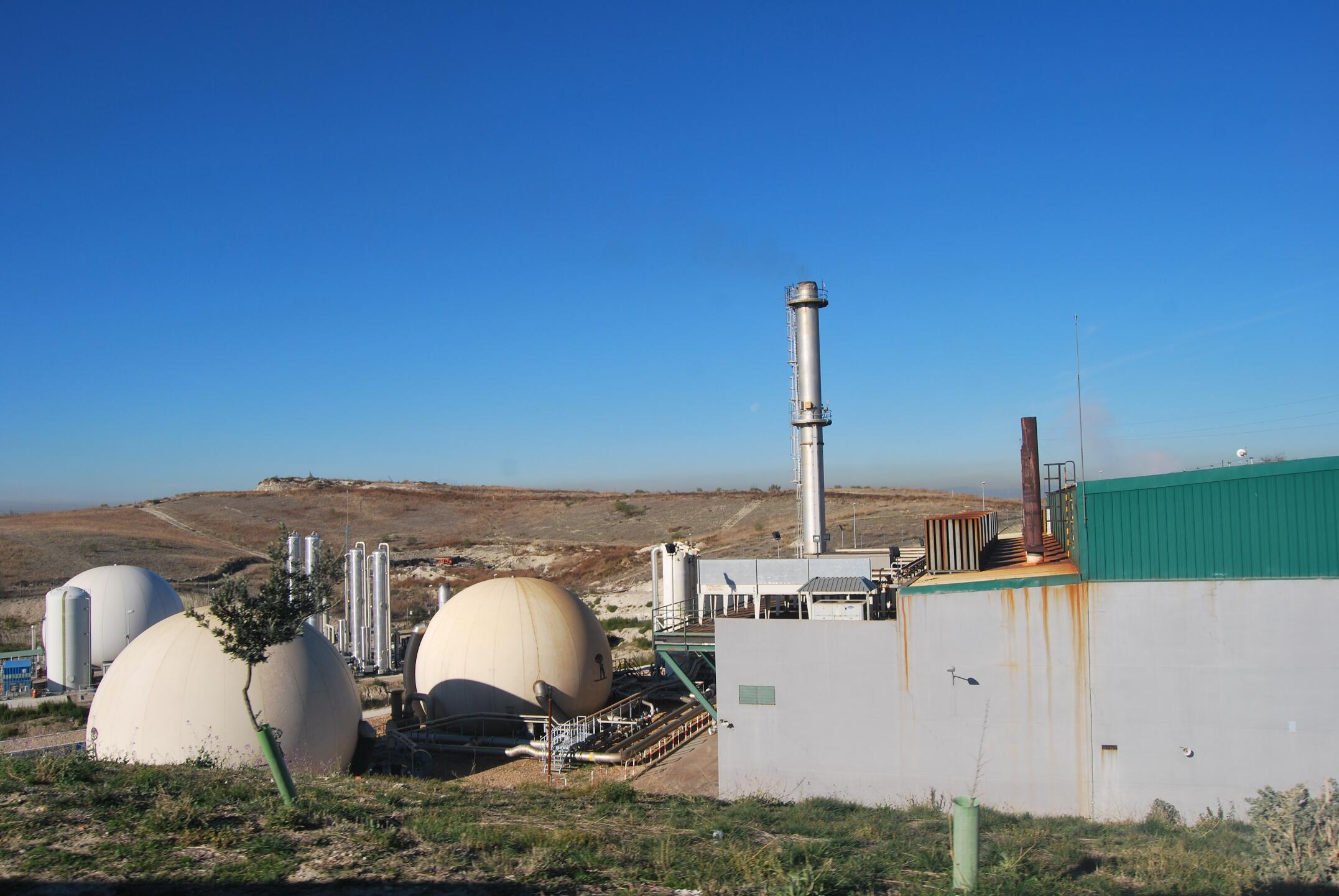
Planta de gasificación en el vertedero de Valdemingómez

Valdemingómez es una zona de Madrid situada en la zona sureste de su término, y a su vez, en el límite del término municipal de Madrid con el de Rivas-Vaciamadrid, y con la pedanía de Perales del Río, perteneciente a Getafe, cuya delimitación está marcada por el río Manzanares. Limita al norte con la autopista de circunvalación M-50, la cual separa esta zona de los barrios del Ensanche de Vallecas y del futuro desarrollo urbanístico de Valdecarros; y con la autovía A-3 al este que lo separa de la urbanización Covibar, perteneciente a Rivas-Vaciamadrid.

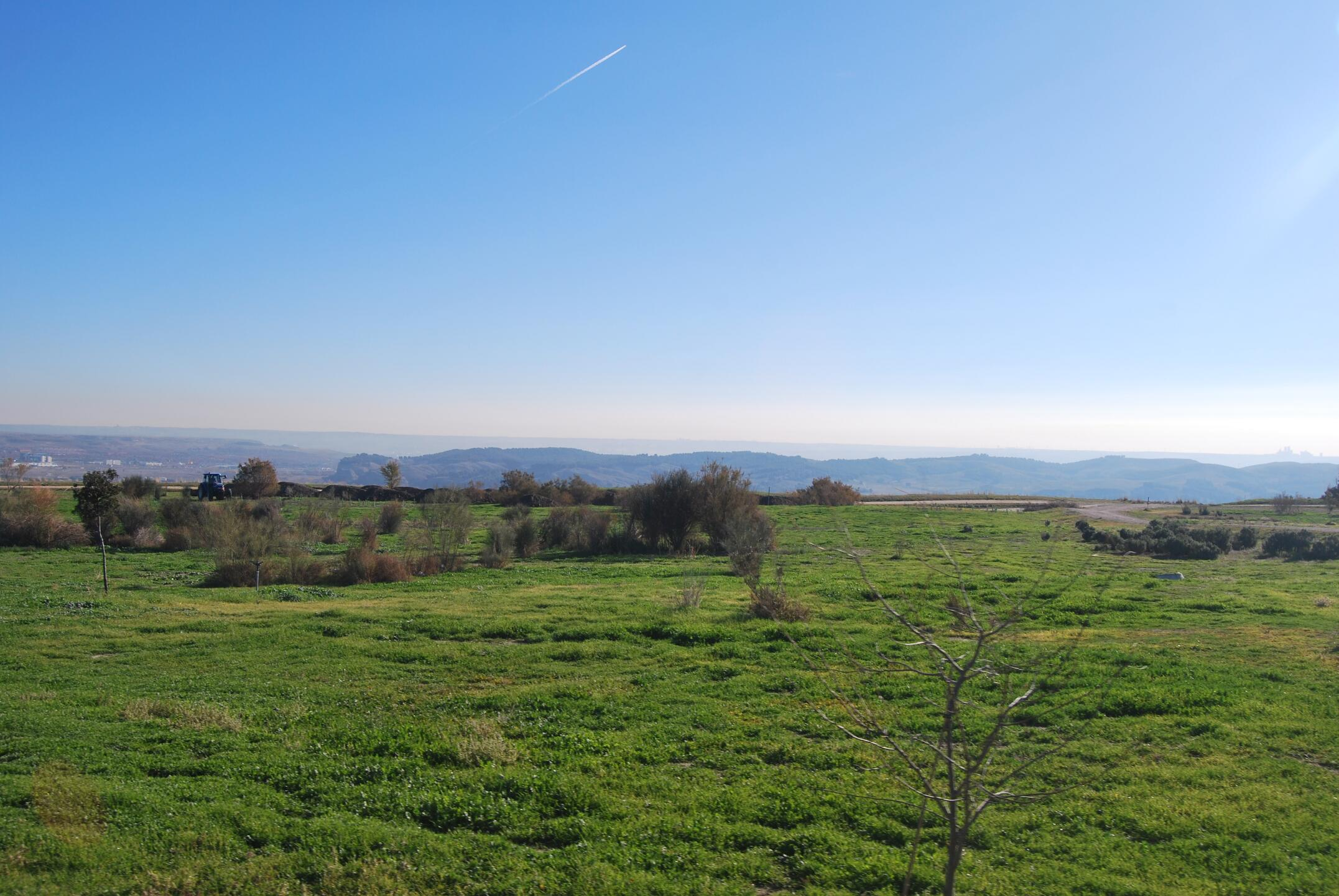
Paisaje en Valdemingómez

En los últimos años se ha convertido en el mayor supermercado de la droga de Europa, especialmente tras el desmantelamiento de Las Barranquillas. Se estima que en esta zona se distribuyen unas 15 000 dosis diarias de diversas drogas, principalmente heroína y cocaína. La permisividad de las autoridades, que ven esta zona como una especie de "contenedor" de la drogodependencia en la Comunidad de Madrid, ha tendido a agravar la situación.[cita requerida]
Es una zona no urbanizable que no tiene población establecida legalmente, salvo unas pocas familias residentes en la calle Francisco Álvarez, en la zona situada al borde de la A-3. Es una zona insalubre que alberga los vertederos de Madrid y una planta incineradora de residuos, motivo por el cual no es apta para ser habitable. A pesar de ello, buena parte de su ámbito está ocupado con viviendas ilegales a lo largo de la Cañada Real, que atraviesa dicha zona. En el año 2005, el Gobierno de España planteó la posibilidad de instalar una central térmica en esta zona, pero finalmente fue desestimada por el grave impacto ambiental que supondría para el área metropolitana de Madrid.[cita requerida]